# Stocznia Marynarki Wojennej

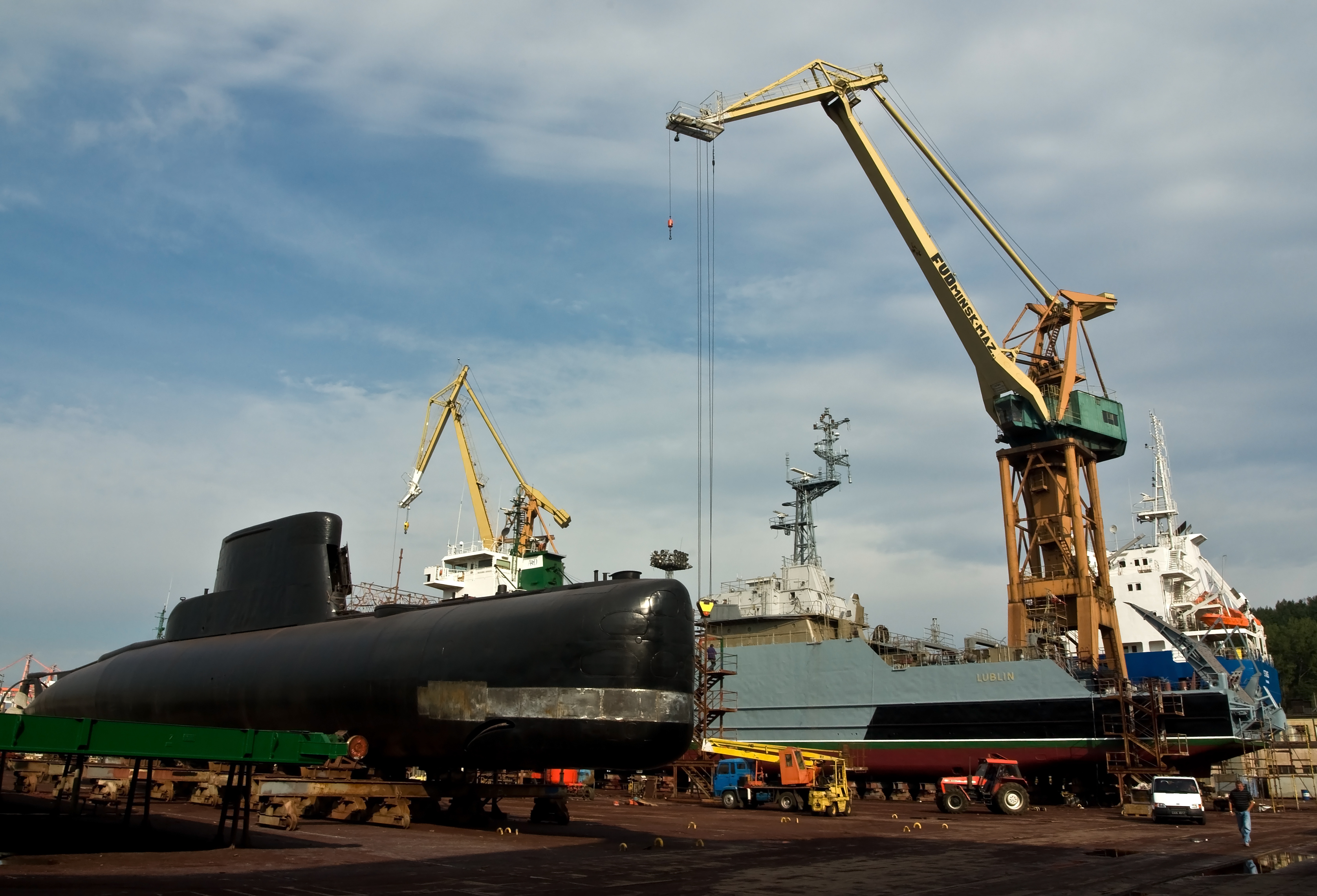
Okręt podwodny typu Kobben
oraz okręt transportowo-minowy projektu 767 Lublin
w trakcie remontu w SMW (2008 r.)

Stocznia Marynarki Wojennej SA – przedsiębiorstwo w stanie upadłości likwidacyjnej mieszczące się w Porcie Gdynia. Zajmuje się produkcją i remontowaniem jednostek pływających na rzecz Marynarki Wojennej oraz podmiotów cywilnych. Posiada również licencję na eksport uzbrojenia. Jest najstarszą z aktualnie istniejących stoczni w Polsce.

## Historia
Pierwsza polska stocznia nad Morzem Bałtyckim po odzyskaniu niepodległości została utworzona 10 maja 1922 roku, wskutek przeniesienia Warsztatów Portowych Marynarki Wojennej z Modlina do Pucka. Początkowo ich wyposażenie składało się z dwóch barek warsztatowych ("KZ-14" i "KZ-15, KZ- krypa zamknięta/zakryta") oraz dźwigu torowego. W tym czasie wykonywano głównie remonty okrętów, które stacjonowały w Porcie Wojennym Puck. Po przeniesieniu Portu Wojennego do Gdyni podobnie uczyniono latem 1927 roku z Warsztatami Portowymi, które rozmieszczono w czterech budynkach przy nabrzeżu. W późniejszym czasie infrastrukturę lądową systematycznie rozbudowywano, natomiast w latach 1931–1933 zmontowano żuraw pływający o nośności 25 t i dok pływający o nośności 350 t, którą zwiększono do 500 t w 1937 roku. W połowie 1939 roku ukończono znacznie większy dok pływający o nośności 5000 t, będący największą jednostką pływającą zbudowaną w okresie II Rzeczypospolitej. Do momentu wybuchu II wojny światowej oddano do użytku również pochylnię o długości 130 m. W latach 30. kontynuowano prowadzenie remontów jednostek Floty, a także zwodowano pewną liczbę nowych okrętów i statków, w tym trzy minowce, trzy holowniki i bazę nurków. Ze względu na działania wojenne nie zrealizowano natomiast planów budowy dwóch niszczycieli typu Grom oraz znacznej liczby ścigaczy torpedowych. W trakcie kampanii wrześniowej tereny Portu Wojennego Gdynia, jak i Warsztatów Portowych Marynarki Wojennej zajęły wojska niemieckie i wykorzystywane były przez Kriegsmarine.
W okresie powojennym Warsztaty Portowe ponownie weszły w skład Portu Wojennego w Gdyni-Oksywiu, sformowanego wówczas jako Główny Port Marynarki Wojennej. Dlatego też w lecie 1945 roku otrzymały nazwę Warsztaty Remontowe Środków Pływających Głównego Portu Marynarki Wojennej. Ostatecznie w 1950 roku zakład został przekształcony w Stocznię Marynarki Wojennej. Na przestrzeni lat zaplecze techniczne powiększyło się o podnośnik mechaniczny o długości 100 m wraz z 12 stanowiskami roboczymi, ciąg sekcji płaskich oraz halę montażową. W 1989 roku wodowano nowy Dok nr 1 o nośności 8000 t, długości 150 m i szerokości 27 m. Nabrzeża o głębokości wody 8 m wyposażone są w żurawie stoczniowe o udźwigu od 8 do 25 t. Od czasu zakończenia II wojny światowej Stocznia Marynarki Wojennej zbudowała łącznie około 100 okrętów i 30 pomocniczych jednostek pływających dla polskiej Marynarki Wojennej. Wśród nich największymi seriami były: 27 kutrów desantowych, 17 trałowców małomagnetycznych z laminatów poliestrowo-szklanych i 11 kutrów zwalczania okrętów podwodnych. Od 2001 roku trwa budowa pierwszej korwety wielozadaniowej projektu 621 według niemieckiej koncepcji MEKO A-100. Na eksport powstało natomiast 17 okrętów desantowych i pewna liczba mniejszych jednostek. Oprócz okrętów Stocznia Marynarki Wojennej wyspecjalizowała się w statkach cywilnych, takich jak masowce, zbiornikowce, lodołamacze, holowniki, pogłębiarki czy motorówki.
W okresie od 1987 roku Stocznia Marynarki Wojennej przeprowadziła remonty i modernizację na blisko 750 cywilnych jednostkach pływających. Największymi statkami, które remontowano były 218-metrowe masowce Polskiej Żeglugi Morskiej, MS „Uniwersytet Wrocławski” w 1992 roku i MS „Uniwersytet Warszawski” w 1993 roku. Tego typu prace wykonywane są również na okrętach Marynarki Wojennej. Poza wymienioną wyżej działalnością, przedsiębiorstwo zajmuje się m.in. odlewaniem i naprawą śrub napędowych, tulei cylindrowych oraz pierścieni tłokowych, produkcją maszyn i mechanizmów (nie tylko okrętowych) oraz systemów gaśniczych.
W 2005 roku Stocznia Marynarki Wojennej została przekształcona w jednoosobową spółkę akcyjną Skarbu Państwa (komercjalizacja). Posiada Świadectwo Bezpieczeństwa Przemysłowego Pierwszego Stopnia, Certyfikat Systemu Jakości ISO 9001:2000 wydany przez Polski Rejestr Statków, Certyfikat Systemu Jakości AOAP 2110:2003 wydany przez Zakład Systemów Jakości i Zarządzania, Certyfikat Wewnętrznego Systemu Kontroli wydany przez Polskie Centrum Badań i Certyfikacji, Certyfikat Systemu Zarządzania Jakością PN-EN ISO 9001:2001 oraz NATO-wski Kod Podmiotu Gospodarki Narodowej NCAGE.
Po skomercjalizowaniu spółka została dokapitalizowana przez Agencję Rozwoju Przemysłu oraz otrzymała pożyczkę na cele restrukturyzacyjne. Operacja ta uczyniła Agencję Rozwoju Przemysłu głównym akcjonariuszem spółki (99,38% udziału w kapitale zakładowym). Jednakże nie uchroniło to stoczni przed kłopotami finansowymi i dwukrotnie w 2006 roku straciła płynność finansową, co groziło nawet ogłoszeniem upadłości spółki. Konieczne było wstrzymanie części pensji dla 1,5-tysięcznej załogi, aby nie wstrzymywać pracy. Sytuacja unormowała się w 2007 roku, kiedy to podpisano kontrakty z zagranicznymi kontrahentami i Służbą SAR. Poprawa sytuacji miała jednak charakter krótkotrwały.
22 grudnia 2009 r. Sąd Rejonowy Gdańsk-Północ w Gdańsku wydał postanowienie o ogłoszeniu upadłości Stoczni Marynarki Wojennej SA z możliwością zawarcia układu z wierzycielami (sygn. akt VI GU 124/09). Ze względu na pogarszającą się sytuację i brak perspektyw zawarcia układu z wierzycielami, w dniu 7 kwietnia 2011 r. Sąd Rejonowy Gdańsk-Północ w Gdańsku wydał postanowienie zmieniające sposób prowadzenia postępowania upadłościowego z postępowania z możliwością zawarcia układu na postępowanie obejmujące likwidację majątku upadłego (sygn. akt VI GUp 9/09).
W maju 2017 została podpisana umowa przedwstępna na zakup, będącej w upadłości likwidacyjnej, Stoczni Marynarki Wojennej w Gdyni. Jedynym oferentem w przetargu była spółka Polska Grupa Zbrojeniowa Stocznia Wojenna.
W wyniku transakcji powstał nowy podmiot o nazwie Stocznia Wojenna. W 2018 r. odnotował on stratę na działalności w wysokości 26,56 mln zł. W efekcie podjęto szereg działań restrukturyzacyjnych, wśród nich m.in. przeznaczenie na sprzedaż 7 ha terenów stoczni przy ul. Śmidowicza 48 za cenę ofertową 85 mln zł netto.

## Zbudowane okręty
- 3 trałowce typu Jaskółka (1934-1939)
- baza nurków ORP „Nurek” (1936)
- tender torpedowo-minowy ORP „Miner” (1938)
- 4 dozorowce pogranicza projektu 9 (1956-1959)
- 15 kutrów desantowych projektu 709 (1961-1964)
- 3 kutry dozorowe projektu 724 (1963-1964)
- 5 okrętów patrolowych projektu 912 (1965-1967)
- 8 ścigaczy okrętów podwodnych projektu 912M (1969-1972)
- 3 pływające stacje demagnetyzacyjne projektu B208 (1971-1973)
- 3 kutry desantowe projektu 719 (1973-1974)
- 5 kutrów patrolowych projektu 918 (1973-1975)
- 16 okrętów desantowych projektu 773 (1974-1986)
- 11 kutrów zwalczania okrętów podwodnych projektu 918M (1976-1982)
- 3 kutry ratownicze projektu R-30 (1981-1986)
- 17 trałowców bazowych projektu 207 (1981-1996)
- 3 kutry desantowe projektu 716 (1988-1992)
- zbiornikowiec paliwowy projektu ZP-1200 ORP „Bałtyk” (1991)
- 3 kutry desantowe projektu 717 (2001)
- okręt desantowy projektu 723 „Bilqis” (2002)
- 5 kutrów patrolowych projektu 935 (2006-2007)
- ORP „Ślązak” – korweta patrolowa (2015)[8]